# Pectinivalva gilva
Pectinivalva gilva là một loài bướm đêm thuộc họ Nepticulidae. Nó được tìm thấy dọc theo tây nam bờ biển của New South Wales.
Sải cánh dài khoảng 5.7 mm đối với con cái.
Ấu trùng có thể ăn Eucalyptus species. Chúng có thể ăn lá nơi chúng làm tổ.